# Hounds de Chicago (hockey sur glace)
Ne doit pas être confondu avec Hounds de Chicago (rugby à XV).
Les Hounds de Chicago sont une ancienne franchise professionnelle de hockey sur glace en Amérique du Nord qui évoluait dans l'United Hockey League. L'équipe était basée à Hoffman Estates en proche banlieue de Chicago dans l'État de l'Illinois, États-Unis.

## Historique
La franchise est créée en 2006 à la suite du déménagement des RiverDogs de Richmond. Elle évolue une saison en United Hockey League avant de cesser ses activités. 

## Joueurs actuels

### Gardien de but
- Kevin Armstrong
- Andrew Martin
- Sebastian Dahm

### Défenseur
- Matt Woodard
- Preston Briggs
- Cole Ruwe
- Jason Lépine
- Matt Frick
- Nick Elligsen
- Matthew Spiller
- Justin Sawyer

### Attaquants
- John Snowden
- Matt McIlvane
- Mike Liambas
- Zac Pearson
- Robin Gomez
- Brett Holmberg
- Rick Varone
- Bill Bagron
- Jon Booras
- Jamie Carroll
- Craig MacDonald

### Saisons après saisons
Note : BP : buts pour, BC : buts contre, Pun : minutes de pénalité
| Saison    | PJ | V  | D  | N | DP | DF | Pts | Classement               | Séries éliminatoires      |
| --------- | -- | -- | -- | - | -- | -- | --- | ------------------------ | ------------------------- |
| 2006-2007 | 76 | 31 | 38 | - | -  | 7  | 69  | 4e place, division ouest | Défaite en première ronde |